# Амирханов, Алихан Хусейнович
Алихан Хусейнович Амирханов (род. 17 февраля 1956, Фрунзе) — государственный деятель, депутат Государственной думы третьего созыва.

## Биография
Окончил Московский государственный институт культуры в 1978 году, Чечено-Ингушский государственный университет по специальности «экономист» в 1991 году.

### Депутат Госдумы
В 2000 году Михаил Гуцериев ушел из госдумы. Первоначально довыборы были назначены на 2 июля 2000 г. Однако эти выборы были отменены в связи с тем, что Верховный суд Республики Ингушетия принял решение об отмене регистрации кандидата — главного претендента на победу Амирханова, который был обвинен в нарушении закона о выборах. Повторные выборы состоялись 15 апреля 2001 г.
На них Амирханов был избран депутатом Государственной Думы РФ третьего созыва на дополнительных выборах по Ингушскому одномандатному избирательному округу Nо 12, набрав 34,5 % голосов избирателей, участвовавших в голосовании.
В Государственной Думе РФ третьего созыва был членом фракции «Единство», членом Комитета ГД по делам Федерации и региональной политике.

## Выборы президента Ингушетии
В 2002 г. выдвигался кандидатом на пост президента Республики Ингушетия, ставший вакантным после досрочного сложения с себя полномочий Р.Аушевым.
В первом туре выборов 7 апреля 2002 г. набрал 33,09 % голосов избирателей и занял первое место (второе — заместитель полномочного представителя Президента РФ в Южном федеральном округе М.Зязиков, собравший около 19,11 голосов).
Во время второго тура выборов СМИ сообщали о массовом вбросе бюллетеней, о блокировании ОМОНом избирательных участков в тех районах, где в первом туре победил Амирханов, из-за чего люди не имели возможности проголосовать за него во втором туре, тем, кому все же удавалось пробиться в помещения для голосования, выдавали бюллетени с проставленной галочкой против фамилии кандидата Зязикова. Кроме того, резко увеличилось количество зарегистрированных избирателей со 120 тыс. в первом туре до 146 тыс. во втором. Издание «Коммерсантъ-Власть» писало: «К урнам беспрепятственно допускались лишь те избиратели, у которых в паспортах имелась голографическая наклейка, означающая, что её обладатель является сторонником генерала Зязикова». По информации издания в ночь голосования система ГАС «Выборы» не принимала результатов, поскольку вброшенных бюллетеней оказалось слишком много. В итоге проигравший первый тур Зязиков во втором туре все-таки смог получить необходимое число голосов (53,3 %, против 43,9 % Амирханова)